# محمية شرمة - جثمون
المنطقة الساحلية شرمة - جثمون هي منطقة ساحلية في مدينة الديس الشرقية بمحافظة حضرموت،  أعتمدتها الحكومة اليمنية محمية طبيعية في 2001، وفي 2002 أضافتها اليونسكو إلى مواقع التراث العالمي المؤقتة في اليمن.
وتعد من أهم البيئات الطبيعية للسلاحف، وخصوصا ذات الرأس الأخضر والتي تتكاثر في سواحل شرمه وجثمون.

## الموقع
تقع «محمية شرمة - جثمون» على الساحل الشرقي لليمن، شرق مدينة المكلا، وتبعد عنها بحوالي 125 كيلومتر (78 ميل). وهي تتبع إدارياً محافظة حضرموت. وتشغل مساحة طوليه تقدر بحوالي 55 كيلومتر (34 ميل) تقريباً بموازاة ساحل البحر العربي.

## مناطقها
تحوي على عدة مناطق أهمها: رأس شرمه وجثمون، ورأس باغشوة، وشصر القرن، وذنبات، وقصيعر.